# Дом Широкова
Дом Широкова — историческое здание в Павловском Посаде. Объект культурного наследия регионального значения. Расположено на площади Революции, центральной площади города, дом 9, на углу с улицей Дзержинского.

## История
Дом на углу Торговой площади и Широковской улицы построен, скорее всего, в конце 1830-х гг., в период формирования регулярной застройки центра, по образцовому проекту, как жилой дом купца первой гильдии Д. И. Широкова. С 1861 года здание, переданное городу, занимала городская больница. Больница выехала из здания в 1975 году, а с 1994 года, после реставрации, в доме разместился выставочный зал «Дом Широкова».

## Архитектура
Дом двухэтажный, его стены кирпичные, оштукатуренные, на белокаменном цоколе и с белокаменными деталями. Выстроен и оформлен в стиле ампир, некоторые детали тяготеют к эклектике. Оба лицевых, уличных фасада однотипны, симметричны, их центральная часть оформлена в виде ложной аркады на первом этаже и портика с пилястрами на втором этаже, над которыми деревянный фронтон. Первый этаж рустован. Оконные проёмы второго этажа украшают сложные лепные наличники и филёнки. Оформление дворовых фасадов — в классическом стиле, очень скромное. Первоначальная планировка не сохранилась